# Montgaillard (Hautes-Pyrénées)
Montgaillard (okzitanisch: Montgalhard) ist eine französische Gemeinde mit 813 Einwohnern (Stand: 1. Januar 2022) im Département Hautes-Pyrénées in der Region Okzitanien. Sie gehört zum Arrondissement Bagnères-de-Bigorre und zum Kanton La Haute-Bigorre.

## Geographie
Montgaillard liegt in der historischen Provinz Bigorre am Fluss Adour, etwa zwölf Kilometer südsüdöstlich von Tarbes und sechs Kilometer nordnordwestlich der Verwaltungshauptstadt Bagnères-de-Bigorre. Auch der am anderen Ufer des Adour verlaufende Seitenkanal Canal d’Alaric durchquert das Gemeindegebiet.
Die Nachbargemeinden von Montgaillard sind Hiis im Norden, Vielle-Adour im Norden und Nordosten, Orignac im Osten, Antist im Südosten, Ordizan im Süden und Südosten, Trébons im Süden, Astugue im Südwesten sowie Loucrup im Westen.

## Bevölkerungsentwicklung
| Jahr                       | 1962 | 1968 | 1975 | 1982 | 1990 | 1999 | 2006 | 2011 | 2018 |
| Einwohner                  | 614  | 629  | 628  | 695  | 737  | 724  | 723  | 791  | 849  |
| Quellen: Cassini und INSEE |      |      |      |      |      |      |      |      |      |

## Sehenswürdigkeiten
- Kirche Saint-Hilaire aus dem 19. Jahrhundert

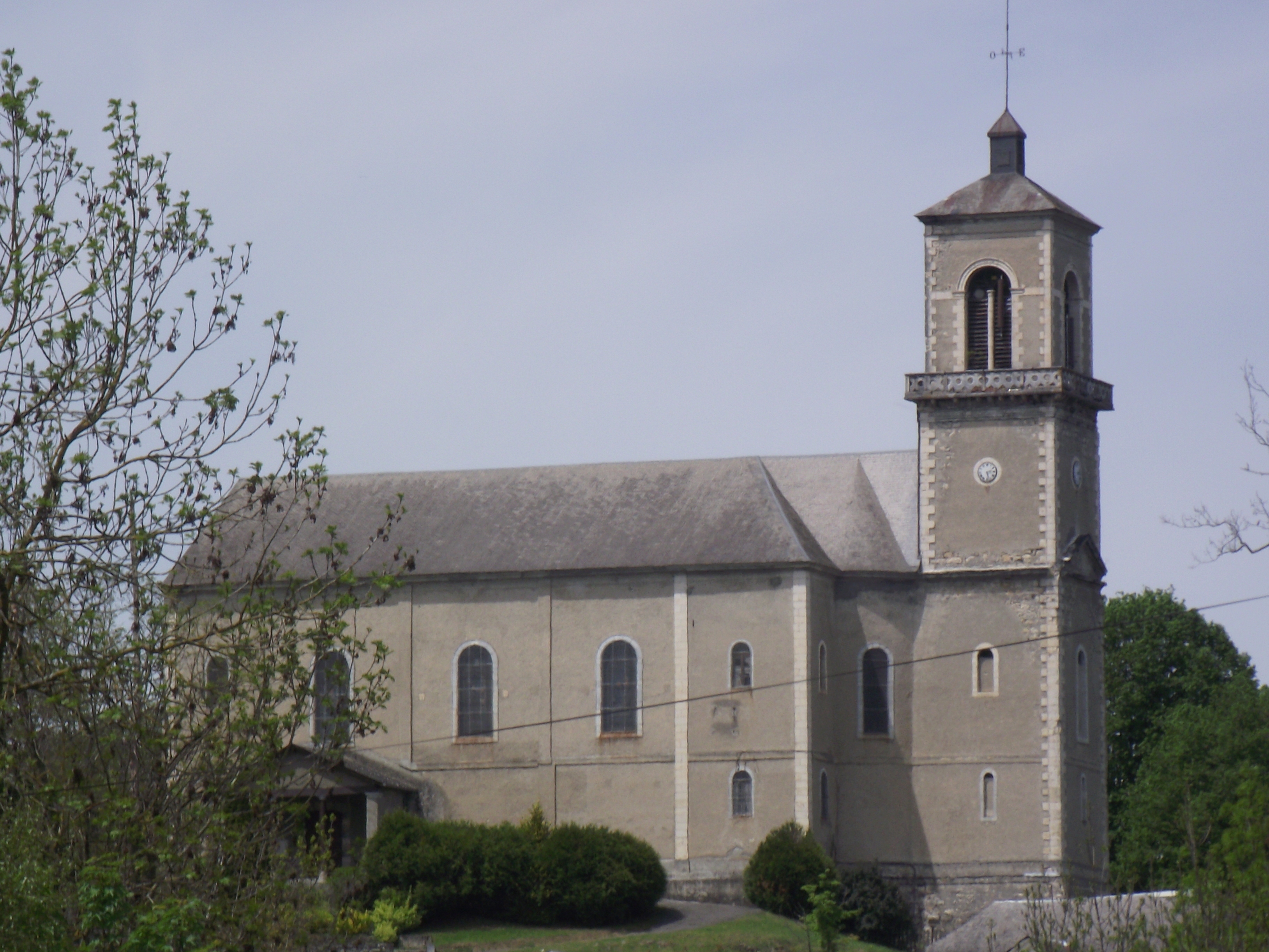
Kirche Saint-Hilaire